# Alographia dos alkalis fixos
Alographia dos alkalis fixos (abreviado Alogr. Alkalis) es un libro con ilustraciones y descripciones botánicas que fue escrito por el religioso y botánico brasileño José Mariano da Conceição Vellozo y Manoel Luiz Rodrigues Vianna. Fue publicado en Lisboa en el año 1798 con el nombre de Alographia dos alkalis fixos vegetal ou potassa, mineral ou soda, e dos seus nitratos : segundo as melhores memorias estrangeiras, que se tem escripto a este assumpto : debaixo dos auspigios e de ordem de sua alteza real o Principe do Brazil nosso senhor.